# Alfarería en la provincia de Zamora

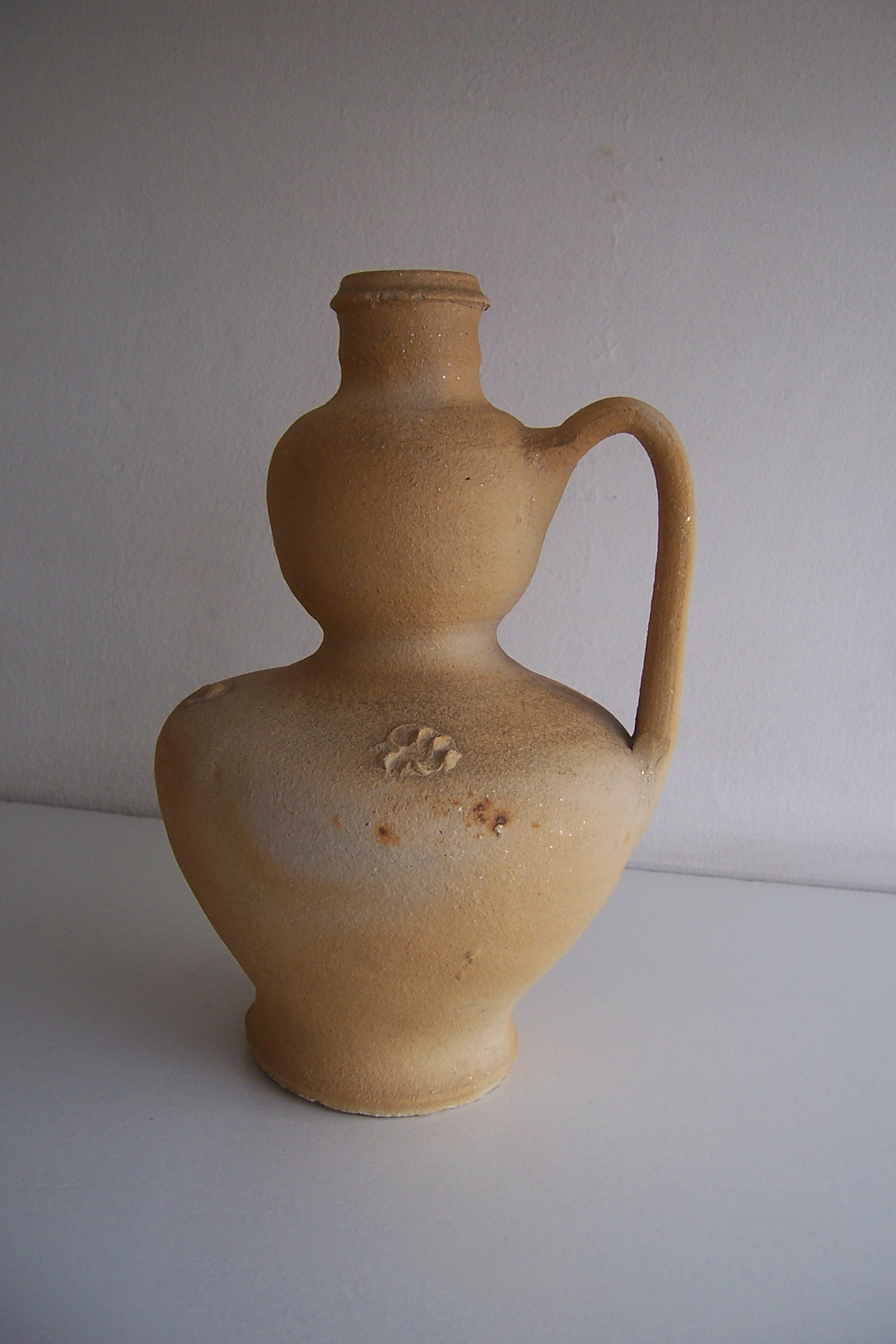
Una de las piezas más singulares de la alfarería de agua: el cántaro de Moveros.

La alfarería en la provincia de Zamora (España) remonta la antigüedad de su origen a piezas de la Edad del Bronce como las del ajuar campaniforme de Villabuena del Puente, conservadas en el Museo de Zamora. De periodos más recientes quedan muestras en las colecciones de cerámica del Museo Etnográfico de Castilla y León, también en la capital zamorana. El desarrollo de esta industria artesanal de tipo familiar de carácter utilitario y funcional, sencilla factura y tecnologías muy primitivas, será documentado ya a partir del siglo xviii en los registros del Catastro de Ensenada (1752) y en las Memorias políticas y económicas de Eugenio Larruga (1792); mención que más tarde censarían Sebastián Miñano en el Diccionario geográfico-estadístico de España y Portugal (1826 y 1829) y Pascual Madoz en el Diccionario geográfico-estadístico-histórico (1846-1850).

## Centros alfareros
Localizados en las comarcas del Aliste y el Sayago, los principales focos alfareros se encuentran en Moveros y Pereruela (los dos con mayor tradición y personalidad), además de otros menores en Carbellino, Cibanal, Muelas del Pan, Toro, Venialbo y Zamora capital. El especial interés etnográfico de estos talleres artesanos se debe a sus técnicas rudimentarias:
1. triturado de las arcillas en seco
2. escasa o nula preparación de la pasta de barro
3. primitivo torno bajo de cruz
4. hornos excavados en el suelo (hasta la segunda mitad del siglo xx)
5. obrador dentro de la propia vivienda
6. mujeres alfareras

La historiadora y etnógrafa Natacha Seseña y el Equipo Adobe, en sus monografías y estudios dedicados a la alfarería provincial, mencionan alfares zamoranos desaparecidos en Benavente, Carbellino de Sayago, Cibanal, El Cubo del Vino, Fornillos de Fermoselle, Junquera de Tera, Muelas del Pan, El Perdigón y Venialbo.

### Moveros

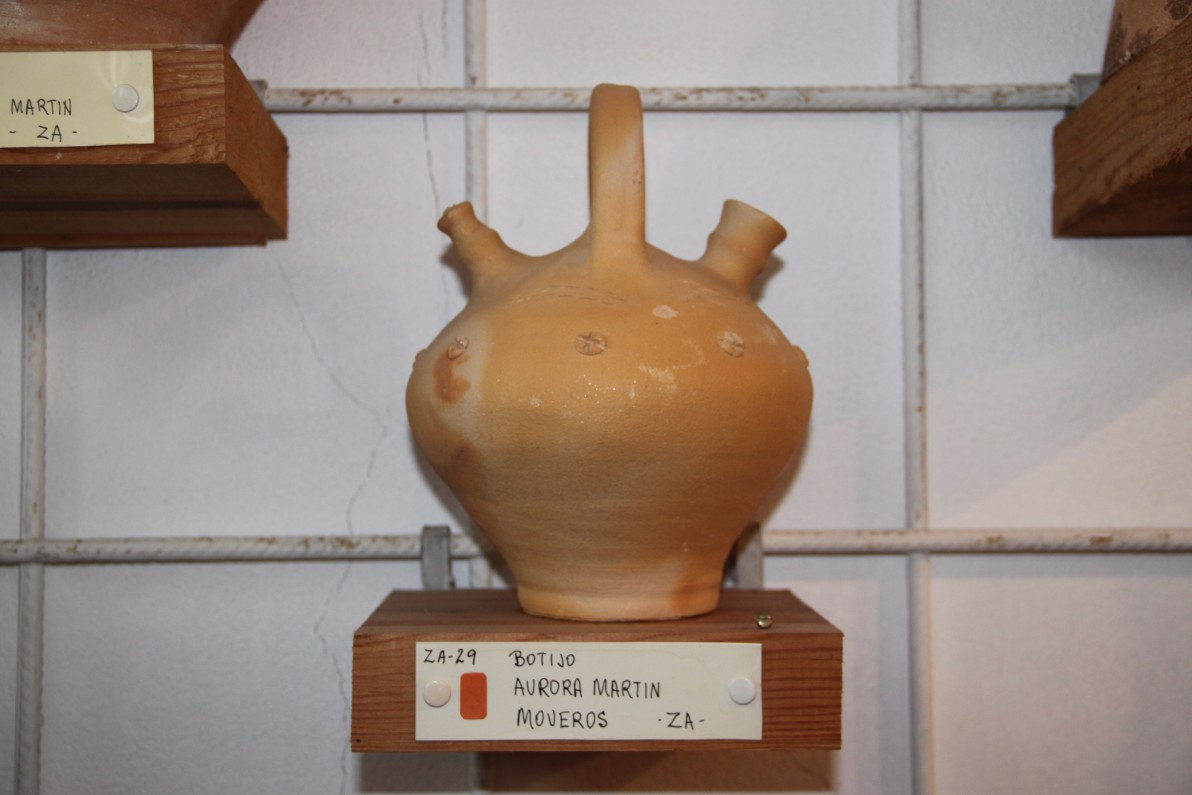
Botijo sin vidriar de la alfarera de Moveros Aurora Martín; en el Museo de Cerámica Nacional (Chinchilla de Montearagón).

Cercano a la raya portuguesa, este pueblo fue catalogado en las estadísticas del Madoz como localidad dedicada a la industria alfarera. Todavía en 1958 se censaban en él 25 alfareras (número que ya en 1973 se había reducido a diez). Con muchos puntos de semejanza con el foco de Pereruela, la cacharrería de Moveros -a pesar de no estar vidriada- se ha considera de más fina factura, destacando «por las tonalidades doradas del barro y la elegancia y gracia de sus formas». Aunque primitivamente casi toda la producción era de piezas para agua, también se han fabricado hornos de pan.

### Pereruela

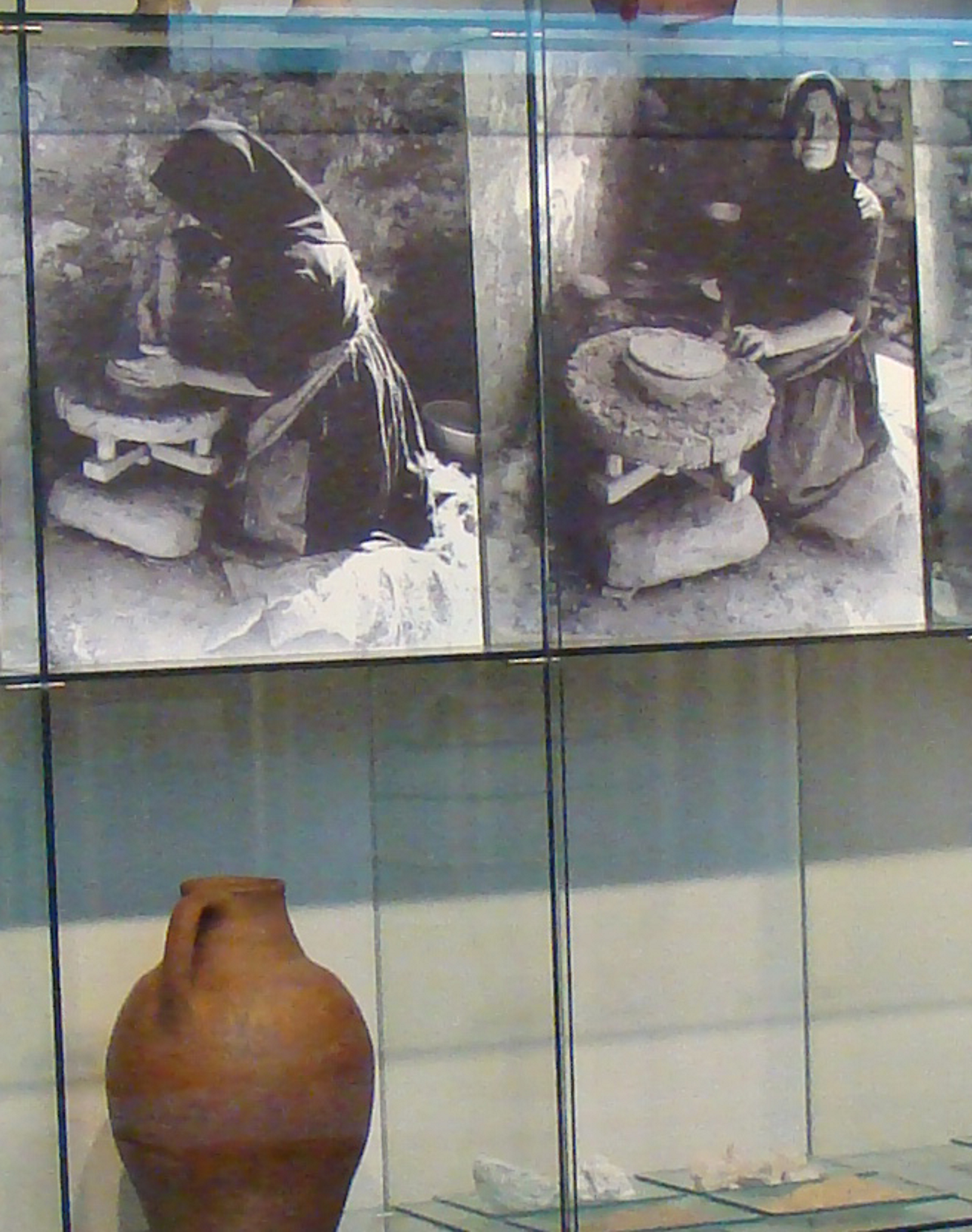
La mujer alfarera trabajando en el torno bajo, repersentada en los paneles del Museo etnográfico de Castilla y León.

Como en Moveros, la seña de identidad emblemática de la cerámica popular de Pereruela es la de haber sido tradicionalmente hecha por mujeres, fabricando sin cambios durante siglos piezas esenciales de la alfarería de agua y de la de fuego.
Los primeros estudios con valor etnográfico datan de 1954 y se deben a Luis Cortés, con sus visitas a Pereruela y luego a Moveros. De su contacto con las alfareras anota las primeras descripciones sobre sus técnicas y modo de trabajo en la propia vivienda, el uso de la rueda de cruces, uno de los más primitivos tipos de torno alfarero, y la arcaica técnica del urdido, describiendo el trabajo en los pequeños tornos, cuya altura de 35 a 40 cm. obligaba a la alfarera "a trabajar de rodillas", mientras lo movía con la mano izquierda.
Aún en la segunda mitad del siglo xx (1973) trabajaban en este pueblo diez cacharreras, siguiendo la transmisión del oficio de madres a hijas, que se iniciaban ya con trece años haciendo tapaderas de pucheros además de preparar la pasta de barro. La producción de cazuelas -muy apreciadas por la calidad de las arcillas de la zona ricas en cuarzo y mica- y pucheros aumentaba en abril y mayo, casi desapareciendo durante el verano porque las mujeres tenían que ayudar en las labores agrícolas. Volvía a incrementarse la producción en noviembre y diciembre para la elaboración de los "baños para la matanza".
En el repertorio de piezas destacan las cazuelas "asaderas" (redondas o alargadas) y las grandes para bodas; los "cañadones" para guardar leche, los "baños" y los barreñones; los "bolgocheros" o asadores de castañas; pucheros y "ollas a tiesto"; los dos tipos más usados de cántaro, el lobulado doble y la barrila, y la cantarilla con una sola asa. 
También anota Seseña que en Pereruela se fabricaron durante años los crisoles para la Fábrica Nacional de Moneda y Timbre y para los plateros de Salamanca, Ciudad Rodrigo y Sevilla.

### Carbellino
Ya reseñados por Madoz, los alfares de loza basta se encontraban en el barrio del Humilladero, en su mayoría mujeres cantareras dedicadas a producir piezas para el agua, y siguiendo procesos de elaboración al urdido como en Pereruela y con un barro del color de los de Moveros. Famosas fue la calidad de las cazuelas y pucheros de Carbellino, cantadas por coplas populares.

### Muelas del Pan
También en esta localidad estuvo en manos de mujeres, y en cuanto a la elaboración de pucheros queda noticia de su exportación en el País Vasco, donde se les daba una cubierta blanca de estaño para impermeabilizar el interior.

### Toro
Mencionada en las guías de Natacha Seseña y el Equipo Adobe, la actividad de alfareros y ceramistas en esta localidad
ha sido objeto de algunos estudios específicos y por su proyección en el ámbito provincial.

### Zamora

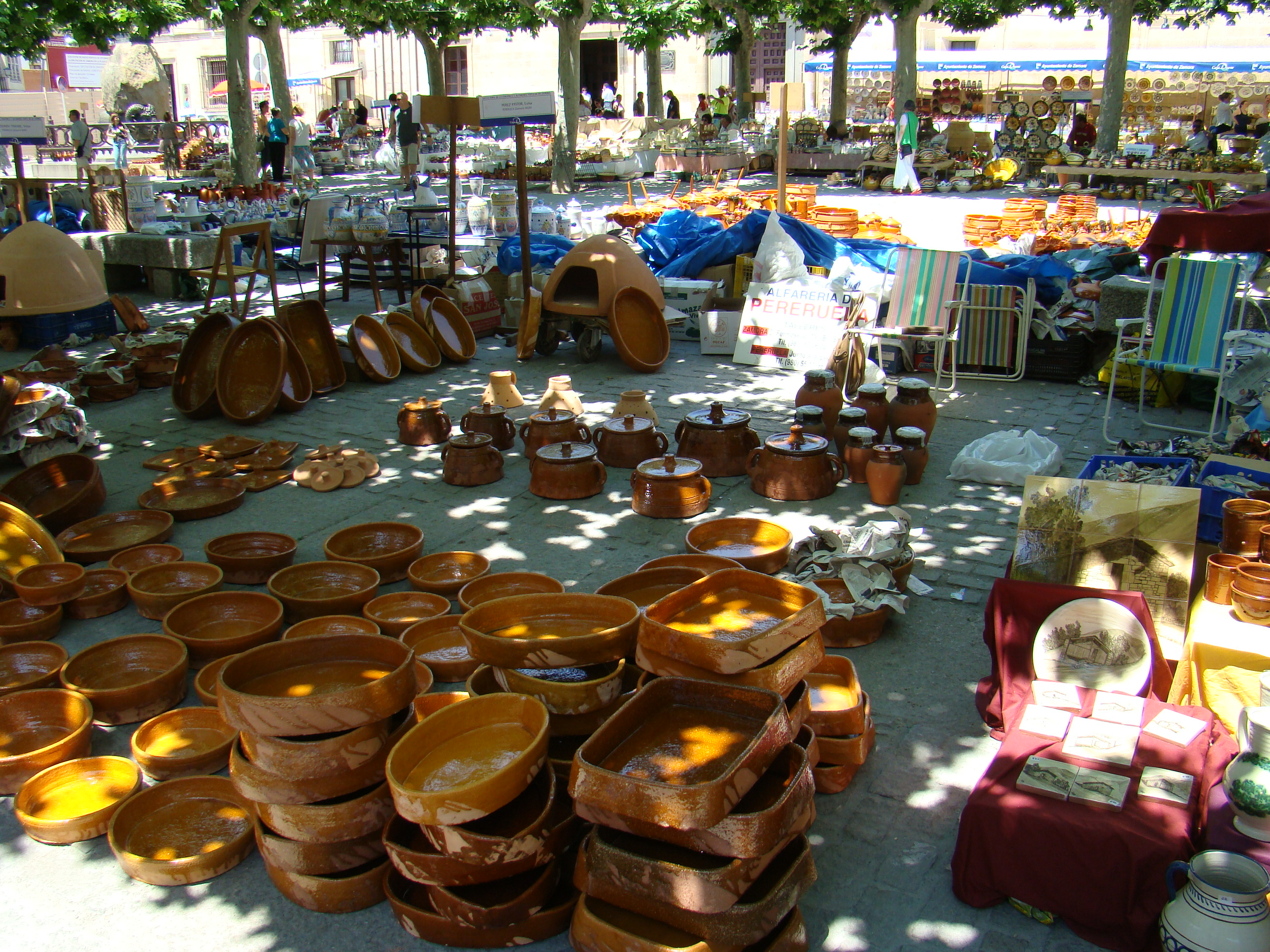
Feria alfarera en la plaza de Viriato de Zamora en 2008. En primer plano, piezas de Pereruela.

Especial arraigo alfarero tuvo en esta capital el barrio de Olivares, en el que hubo tosca elaboración de piezas vidriadas en blanco y con poco estaño y una decoración impersonal imitando las lozas talaveranas.
En la capital zamorana se sigue celebrando la feria anual de alfareros en la segunda quincena del mes de junio.